# 嫉妒妄想
嫉妒妄想（delusion of jealousy）是妄想的一種，精神病的其中一種病徵，常見於精神分裂症及妄想症的患者，臨床上男性的發病率比女性高。患者會認為配偶或性伴侶不貞的妄想，患者藉瑣細的佐證，例如房間衣櫥內衣服的次序，就錯誤推論並且證實妄想為真，大部分情況下，這些指控完全是虛構，患者會嘗試跟蹤及騷擾懷疑的情敵，藉此收集證據。但這種行為往往會伴隨著激動情緒，甚至危險及攻擊傾向。 奧賽羅綜合症的名稱來自於莎士比亞筆下的角色奧賽羅。